# Wilhelm Königswarter (Stiftungsgründer)

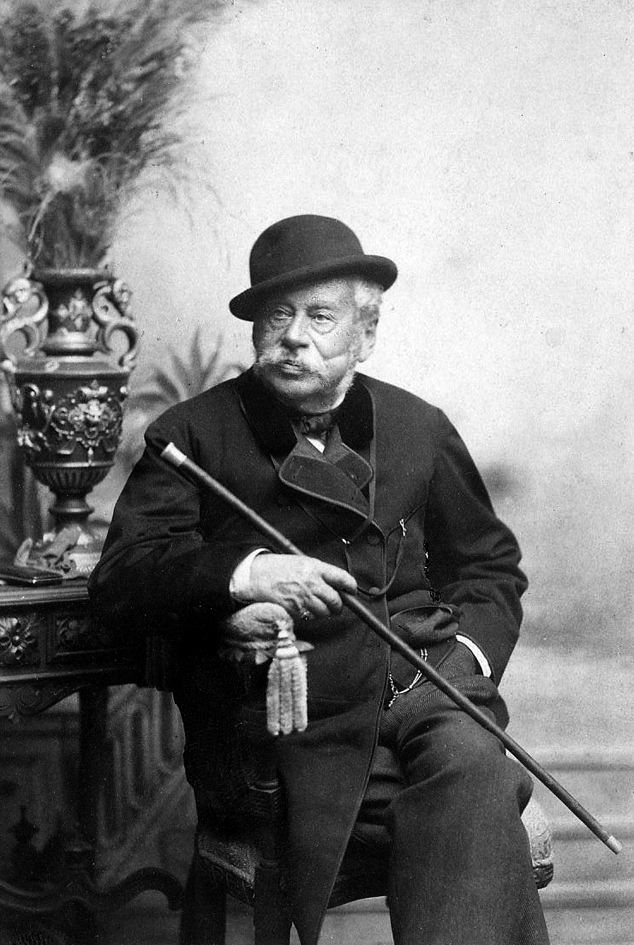
Wilhelm Königswarter in einer Fotografie eines noch unidentifizierten Künstlers, um 1880

Wilhelm Karl Königswarter (* 4. März 1809 in Fürth; † 15. Mai 1887 in Meran) war ein deutscher Stifter und Fürther Ehrenbürger.

## Leben

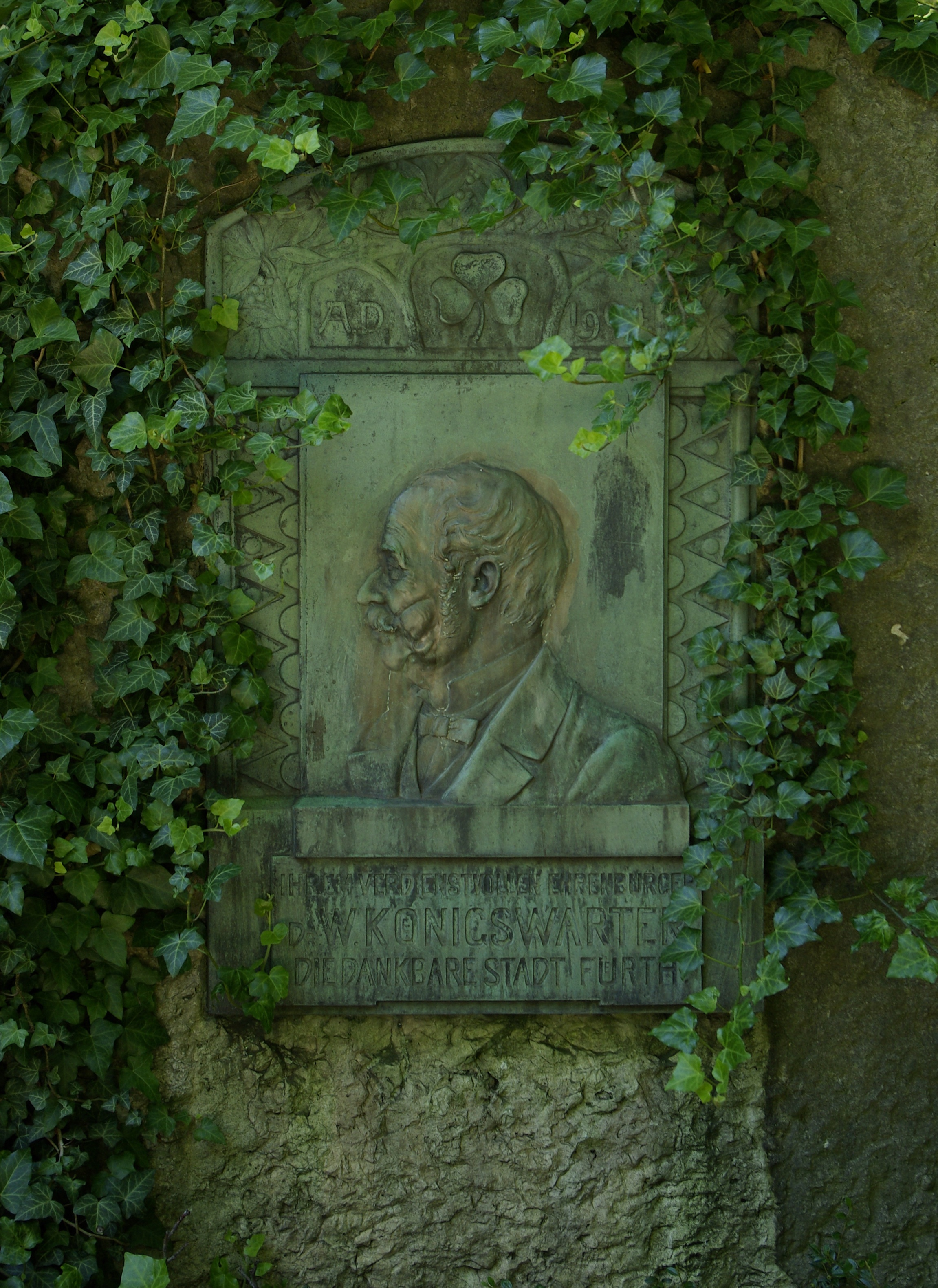
Wilhelm-Königswarter-Denkmal aus dem Jahr 1904 im Fürther Stadtpark

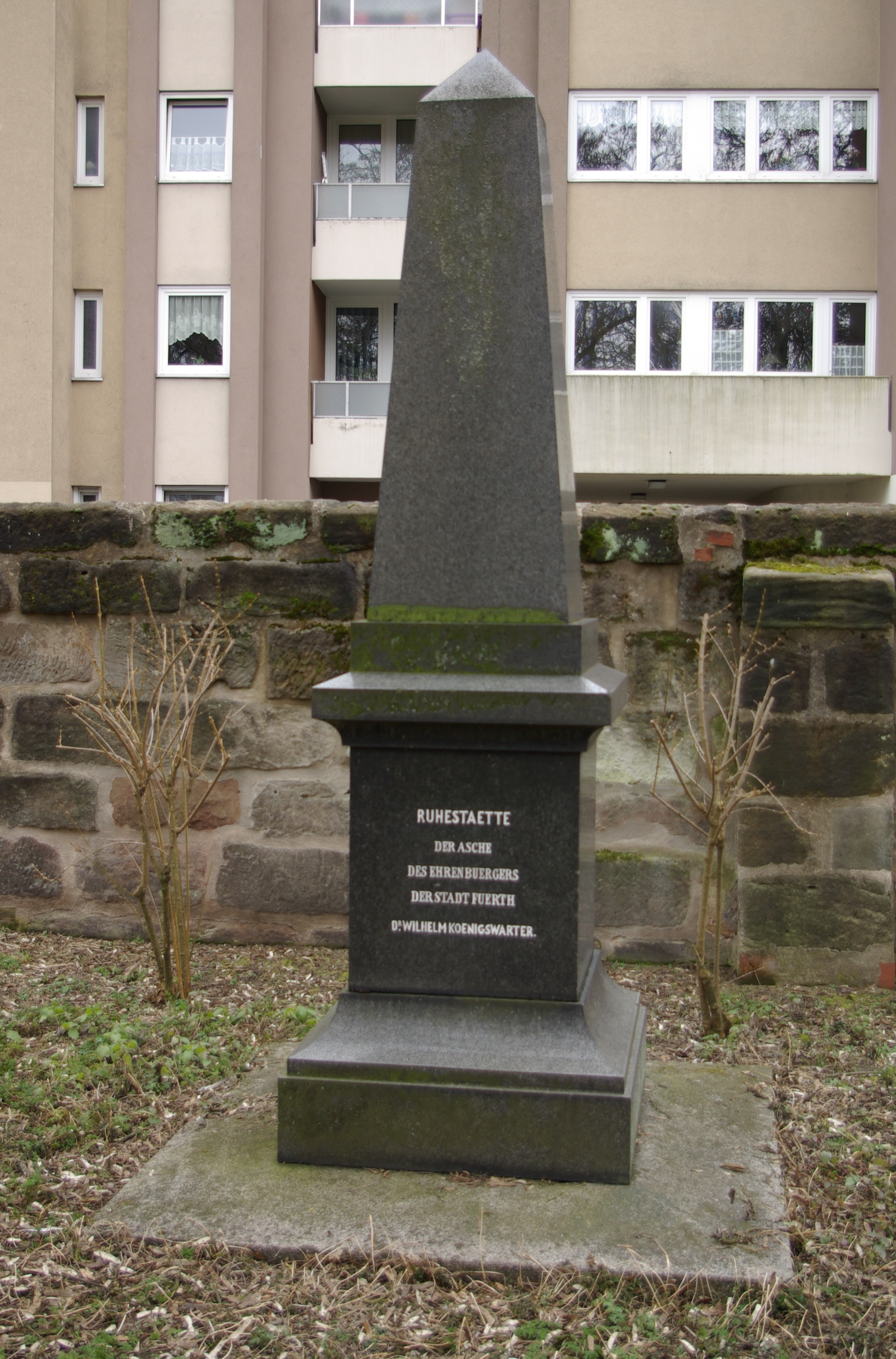
Grabmal als Obelisk auf dem Alten Jüdischen Friedhof in Fürth

Wilhelm Karl Königswarter, Mitglied des Geschlechts der Königswarters, begründete nach dem Tod seines Vaters, des Fürther Bankiers Simon Königswarter, zum Andenken an seine Eltern verschiedenen Stiftungen; zunächst am 28. Juli 1855 die Simon-Königswarter-Stiftung und am 23. Januar 1856 die Elisabeth-Königswarter-Stiftung. Die Königswarter-Stiftung unterstützte u. a. den Bau der Synagoge Meran.

## Auszeichnungen
- Ritterkreuz I. Klasse des Verdienstordens vom heiligen Michael